# Felicite Rwemarika
 (avril 2023).
La mise en forme du texte ne suit pas les recommandations de Wikipédia : il faut le « wikifier ».
Les points d'amélioration suivants sont les cas les plus fréquents. Le détail des points à revoir est peut-être précisé sur la page de discussion.
- Les titres sont pré-formatés par le logiciel. Ils ne sont ni en capitales, ni en gras.
- Le texte ne doit pas être écrit en capitales (les noms de famille non plus), ni en gras, ni en italique, ni en « petit »…
- Le gras n'est utilisé que pour surligner le titre de l'article dans l'introduction, une seule fois.
- L'italique est rarement utilisé : mots en langue étrangère, titres d'œuvres, noms de bateaux, etc.
- Les citations ne sont pas en italique mais en corps de texte normal. Elles sont entourées par des guillemets français : « et ».
- Les listes à puces sont à éviter, des paragraphes rédigés étant largement préférés. Les tableaux sont à réserver à la présentation de données structurées (résultats, etc.).
- Les appels de note de bas de page (petits chiffres en exposant, introduits par l'outil «  Source ») sont à placer entre la fin de phrase et le point final[comme ça].
- Les liens internes (vers d'autres articles de Wikipédia) sont à choisir avec parcimonie. Créez des liens vers des articles approfondissant le sujet. Les termes génériques sans rapport avec le sujet sont à éviter, ainsi que les répétitions de liens vers un même terme.
- Les liens externes sont à placer uniquement dans une section « Liens externes », à la fin de l'article. Ces liens sont à choisir avec parcimonie suivant les règles définies. Si un lien sert de source à l'article, son insertion dans le texte est à faire par les notes de bas de page.
- La présentation des références doit suivre les conventions bibliographiques. Il est recommandé d'utiliser les modèles {{Ouvrage}}, {{Chapitre}}, {{Article}}, {{Lien web}} et/ou {{Bibliographie}}. Le mode d'édition visuel peut mettre en forme automatiquement les références.
- Insérer une infobox (cadre d'informations à droite) n'est pas obligatoire pour parachever la mise en page.

Pour une aide détaillée, merci de consulter Aide:Wikification.
Si vous pensez que ces points ont été résolus, vous pouvez retirer ce bandeau et améliorer la mise en forme d'un autre article.
Felicite Rwemarika (née le 9 mars 1958 au Ruanda-Urundi) est une membre du CIO depuis 2018. Rwemarika a organisé de nombreuses conférences internationales sur l'égalité des sexes dans le sport et dans les sociétés en général. Elle est également une conférencière à l' Université américaine du Nigéria sur l'unité et la réconciliation par le sportive. Rwemarika organise des ateliers et des séminaires afin de sensibiliser à l'égalité des sexes dans le sport et de promouvoir le sport en tant qu'outil puissant de consolidation de la paix de résolution des conflits et d'autonomisation économique. Rwemarika s'est consacrée à guérir le femme victimes du génocide tutsi de 1994 à travers des activités organisées par l'Association de femmes de Kigali dans le sport en AKWOS ). Elle est partisane de l'égalité des sexes et encourage une plus large participation des femmes et les hommes aux conversations sur la violence sexistes, l'autonomisation des femmes, la réconciliation contre le VIH/sida et l'entrepreneuriat. Elle aussi organise également des formations en littératie financière des concours sur mesure pour les membres d'AKWOS.

## Carrière
De 1985 à 1995, Rwemarika était infirmière médicale à l' hôpital de Mulago en Uganda. En 1997 et 2004, elle a été la fondatrice de deux entreprises,  salon de beauté et restaurant. De 2004 à 2008, elle a été une coordinatrice pays de l'ONG We Act for Hope dont elle est devenue une présidente en 2009. Elle a également été présidente du forum des ONGs Rwandaises sur le VIH/sida et la promotion de la santé en 2015.

## Carrière sportive
En 2003, elle a été fondatrice, présidente et représentante légale d'AKWOS. De 2007 à 2001, Rwemarika a été l'unede membre du conseil d'administration de l'organisation internationale des femmes Women Win, Elle a été membre de Commission femmes de CECAFA en 2011. De 2013 à 2017, elle a été une exécutive et conseillère du RNOSC, pour Rwanda National Olympic and Sports Committee De 2017 à 2018, elle a été présidente de la commission du football féminin au sein de la Fédération Rwandaise de football, FERWAFA). Toujours en 2013, elle a été une présidente de la Commission femme et sportive du Rwanda. En 2017, elle a été membre de commission sportive et société active et en 2018 membre du CIO. De 2007 à aujourd'hui, elle reste une membre du bureau exécutif de FERWAFA, c'est la 1ère vice-présidente des Jeux olympiques et autres jeux du Rwanda, ainsi qu'initiatrice de football féminine au Rwanda.
Elle est présidente par intérim du Comité national olympique et sportif du Rwanda en 2011.

## Honneurs
Rwemarika a été sélectionné et nommé comme Ashoka Fellow en 2012. En 2015, elle a reçu un prix de Stars Foundation et des Girls Collective. En 2016, elle a reçu le prix de CIO pour la femme et le sport sur le continent africaine.